# Margot la Hennuyère
Margot la Hennuyère ou Margot de Hainaut (1401-?) est une joueuse de paume originaire du Hainaut. Elle est l'une des premières sportives — le mot sport sera inventé des siècles plus tard — à avoir laissé une trace écrite de son existence.

## Biographie

### Enfance
Margot est née en 1401 dans le Hainaut dans la période bourguignonne de celui-ci.

### Jeu de paume

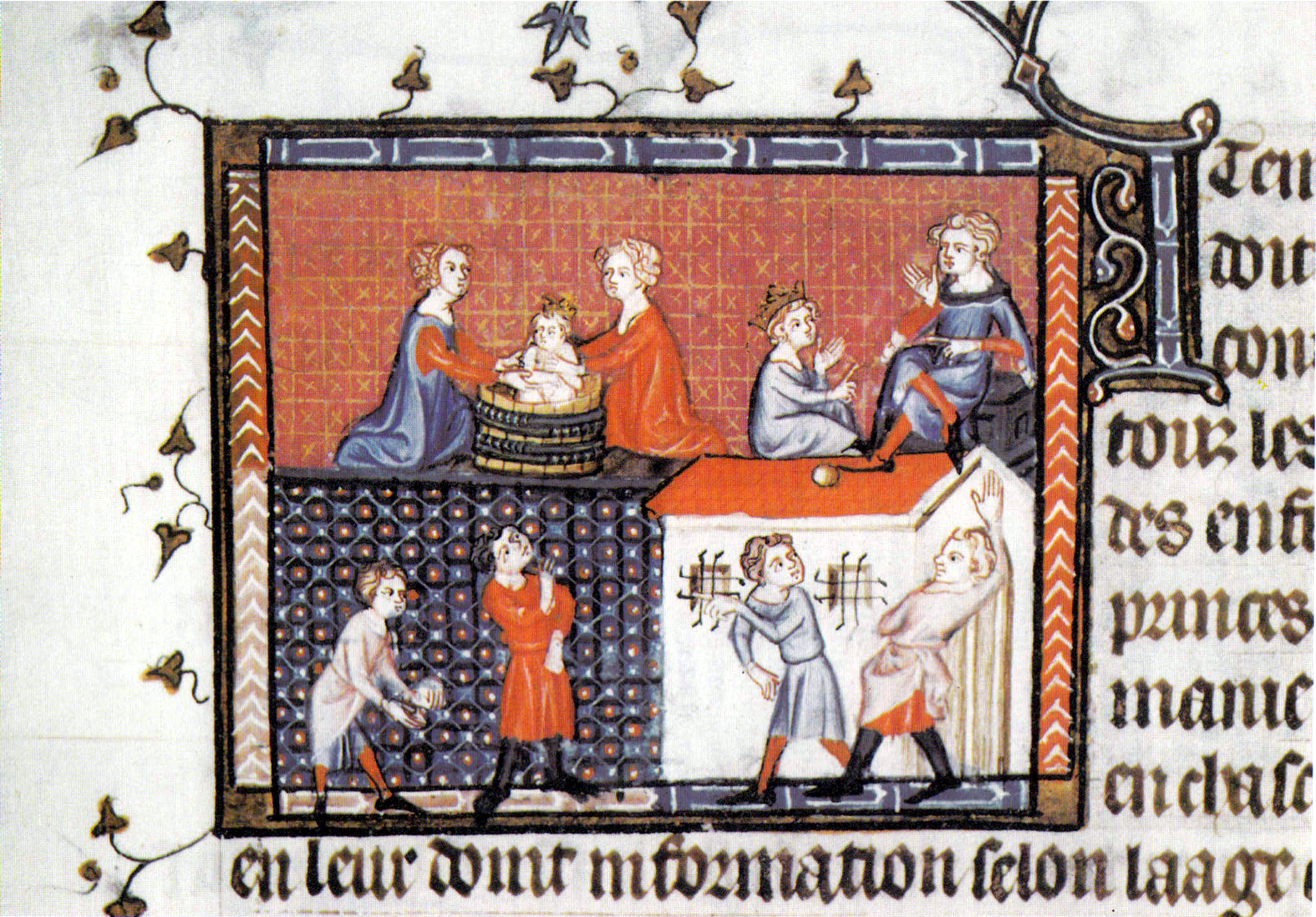
Éducation des enfants royaux à la cour de Charles V de France (vers 1360) ; en bas de l'image, le jeu de paume.

La paume (qui se joue initialement avec une balle nommée « esteuf » et la paume de la main) est un jeu ancêtre du tennis, inventé en France par des moines avant qu'il ne s'étende dans toute l'Europe. Paris comptait déjà en 1292 treize tenanciers de jeu de paume ; ce jeu deviendra une passion collective sous le règne du roi Henri IV (1553-1610). Du fait de l'énergie requise par le jeu, il fait partie de ceux qu'on juge dévolus aux puissants. En général, les femmes restent spectatrices de ce jeu et n'en sont pas actrices.

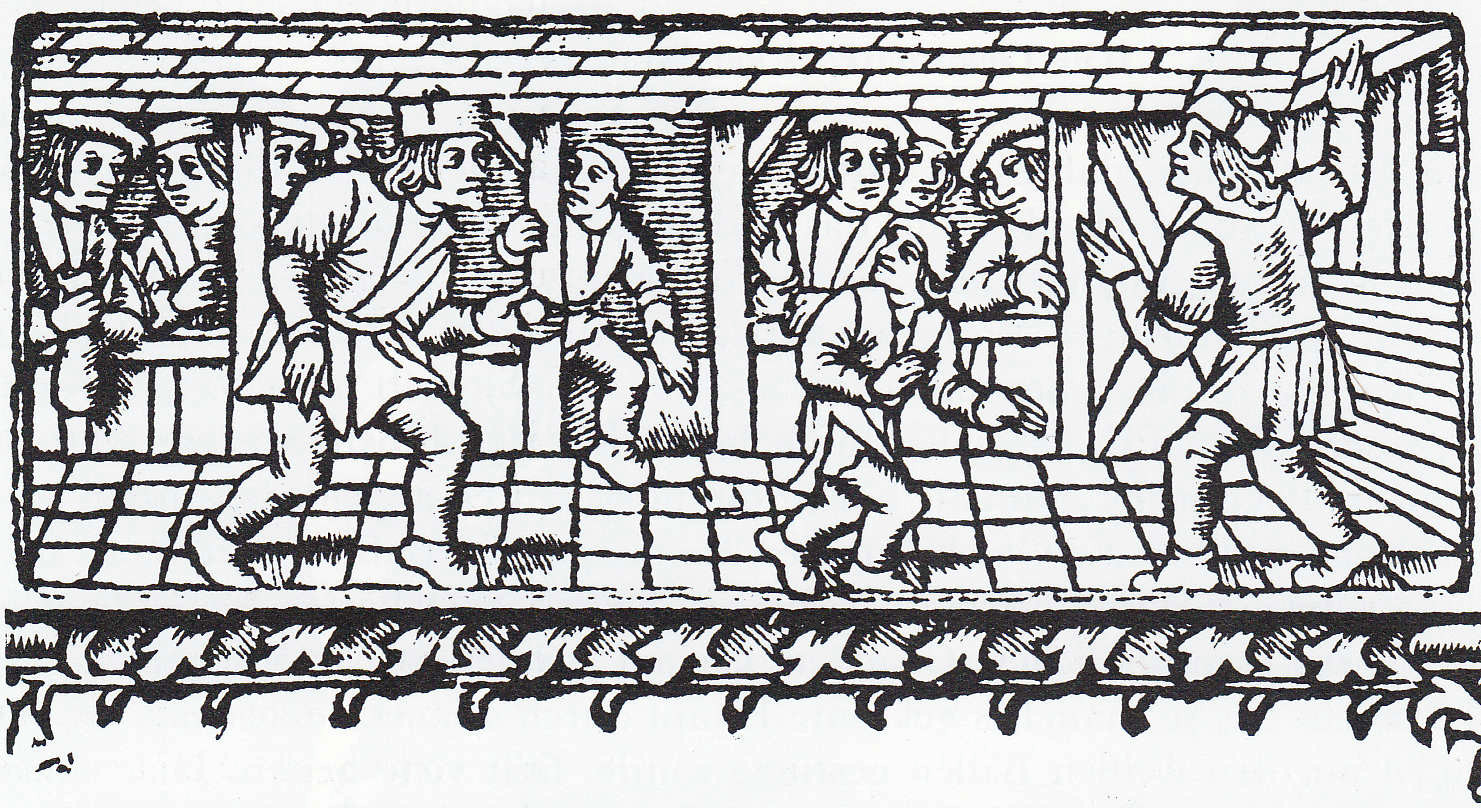
Illustration montrant le jeu de paume, vers 1510, par Simon Vostre (1486?-1518).

Le Journal d'un bourgeois de Paris (de 1405 à 1449) relate ainsi ses exploits : 
« En cette année 1427, vint à Paris une femme nommée Margot, assez jeune, comme de 28 à 30 ans, qui était du pays de Hainaut, laquelle jouait le mieux à la paume qu'oncques homme eût vu, et avec ce jouait devant main derrière main très puissamment, très malicieusement, très habilement, comme pouvait faire un homme, et peu venait d'hommes à qui elle ne gagnât, si ce n'était les plus puissants joueurs. » -- Paragraphe 472 du Journal d'un bourgeois de Paris, rééd. 1990, Paris, Le livre de poche
Elle fait partie de la suite de Philippe le Bon (duc de Bourgogne et seigneur des Pays-Bas bourguignons de 1419 à 1467), qui joue au jeu de paume. Elle y affronte des adversaires masculins. Lorsque Margot est remarquée en tant que bonne joueuse à Paris, Philippe le Bon et sa suite sont dans la ville pour trois semaines et le duc voulait jouer au jeu de paume.
Par la suite, Margot — munies de bonnes finances — retourne en Flandre et en Brabant où elle poursuit sa carrière de joueuse de paume.
Elle est l'une des premières femmes « sportives » dont on ait une trace écrite de l'existence.

### Fin de vie
Elle finit sa vie religieuse à l'abbaye de Soleilmont. On ignore la date de sa mort.